# Manche (baseball)
Pour les articles homonymes, voir Manche.

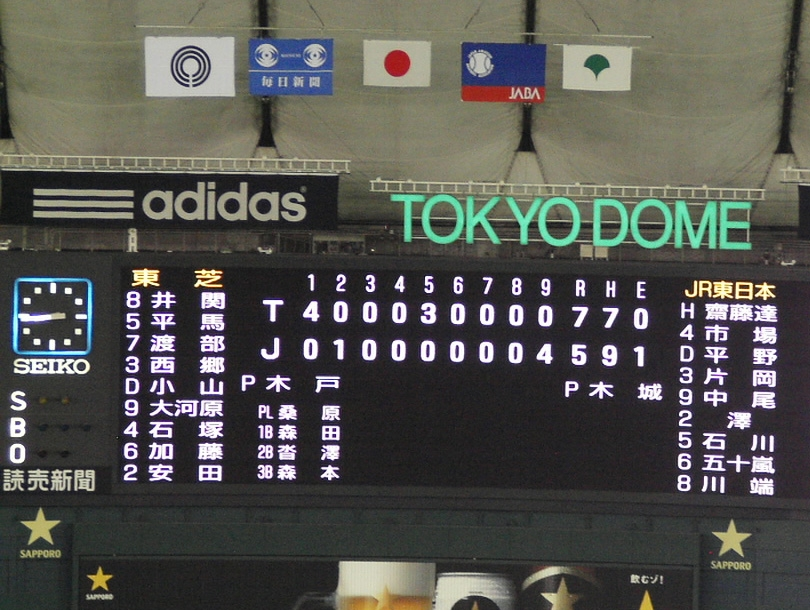
La partie supérieure de ce tableau d'affichage montre le nombre de points inscrits à chaque manche d'un match de baseball. Malgré quatre points en fin de neuvième manche, l'équipe locale a perdu 7-5.

Au baseball, une manche (en anglais: inning) est le terme utilisé pour définir chaque partie du jeu.

## Description
Un match de baseball joué en temps régulier est constitué de neuf manches. Chaque équipe va au bâton durant une demi-manche, qui se termine lorsque trois retraits sont enregistrés. Lorsque chaque équipe a effectué son tour au bâton, la manche est terminée.
L'équipe hôte débute toujours le match en défensive, et les visiteurs ont le premier tour au bâton. Après les trois retraits, c'est le tour au bâton de l'équipe hôte et les visiteurs sont en défensive.
On réfère habituellement aux deux parties d'une manche par les termes suivants : début de la Xe manche et fin de la Xe manche.
Les parties se terminent souvent avec une demi-manche manquante. Lorsque l'équipe hôte mène par au moins un point après que l'équipe adverse a été retirée trois fois en début de 9e manche, il est inutile pour la première de retourner au bâton en fin de 9e, puisque la victoire est déjà acquise. 
La 9e manche ou dernière manche supplémentaire (voir plus bas) pourrait aussi ne pas être terminée si l'équipe hôte, qui joue son tour au bâton en deuxième moitié de manche, prend les devants. Comme l'équipe adverse n'a pas droit à un nouveau tour au bâton, elle n'a aucune chance de l'emporter. Le gagnant (l'équipe hôte, en l'occurrence) est déclaré et le match se termine sans que le troisième retrait ait été enregistré.

## Comme statistique pour les lanceurs
Le nombre de manches lancées est une statistique qui s'applique aux lanceurs de baseball. Comme il arrive fréquemment qu'un lanceur soit retiré du match et remplacé par un autre en cours de manche, on peut voir dans la colonne des statistiques qu'un lanceur a lancé, par exemple, six manches et un tiers (6,1 manches) ou six manches et deux tiers (6,2 manches) dans un match, ce qui signifie qu'il a travaillé durant six manches complètes puis retiré un (ou deux) frappeurs adverses à la manche suivante avant de quitter, le mot tiers signifiant qu'un ou deux adversaires sur trois a été retiré dans la manche.

## Manches supplémentaires
Si les deux équipes sont à égalité après ces neuf manches de jeu, des manches supplémentaires sont ajoutées jusqu'à ce qu'une manche se termine avec une des deux équipes en avance. 

### Records

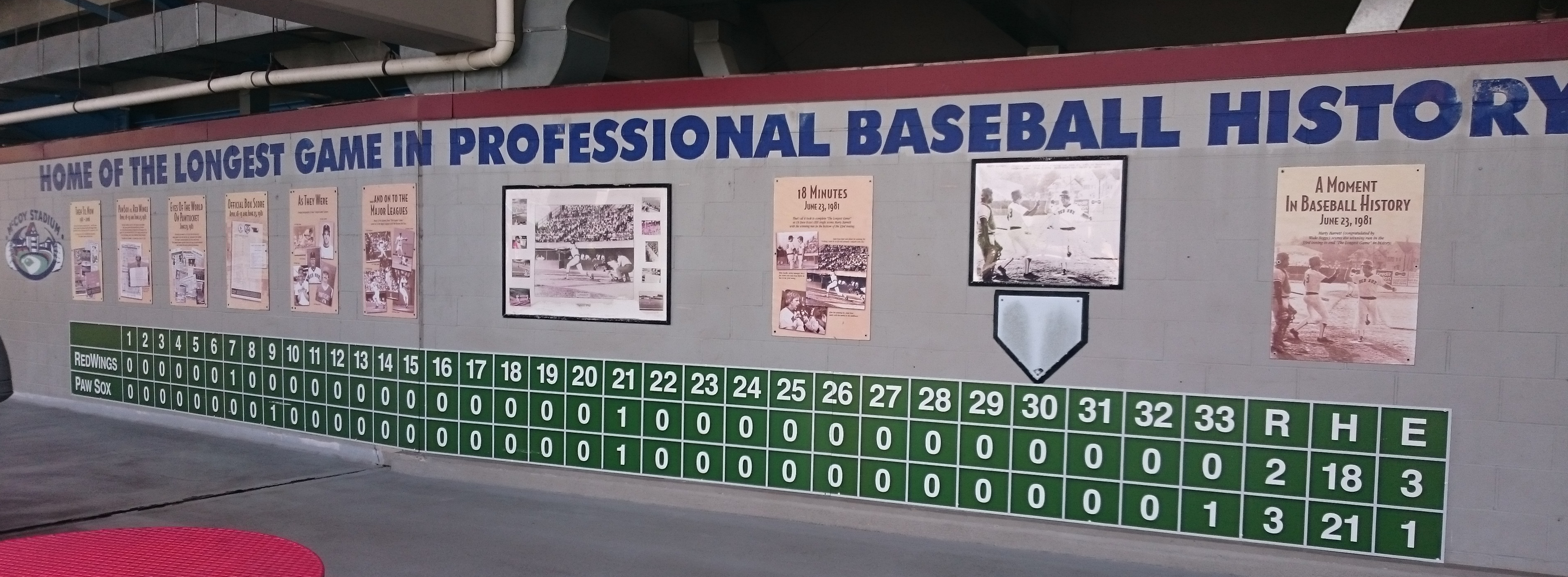
Le sommaire du plus long match de baseball professionnel est affiché au McCoy Stadium de Pawtucket, où il fut joué en 1981.

Le plus long match de baseball jamais disputé en termes de manches jouées eut lieu en 1981 dans la Ligue internationale, une ligue mineure de niveau AAA. Les Red Sox de Pawtucket (club-école des Red Sox de Boston de la Ligue américaine) l'emportèrent 3-2 en 33 manches de jeu sur les Red Wings de Rochester (alors club-école des Orioles de Baltimore de la Ligue américaine) au McCoy Stadium de Pawtucket, dans le Rhode Island, aux États-Unis,.
Le match fut entrepris le 18 avril 1981. Pawtucket créa l'égalité 1-1 en fin de neuvième manche. Les deux clubs inscrivirent chacun un point en 21e manche et le match se poursuivit jusqu'en 32e reprise. Le livre de règlements que l'arbitre au marbre avait en sa possession ce soir-là ne spécifiait aucune heure limite pour suspendre une rencontre. La partie fut finalement interrompue à 4h07 sous ordre du président de la ligue, Harold Cooper, joint par téléphone. Le match Pawtucket-Rochester fut repris le 23 juin 1981 et fut complété en seulement 18 minutes, les Red Sox inscrivant le point leur permettant de remporter un gain de 3-2 en 33 manches.

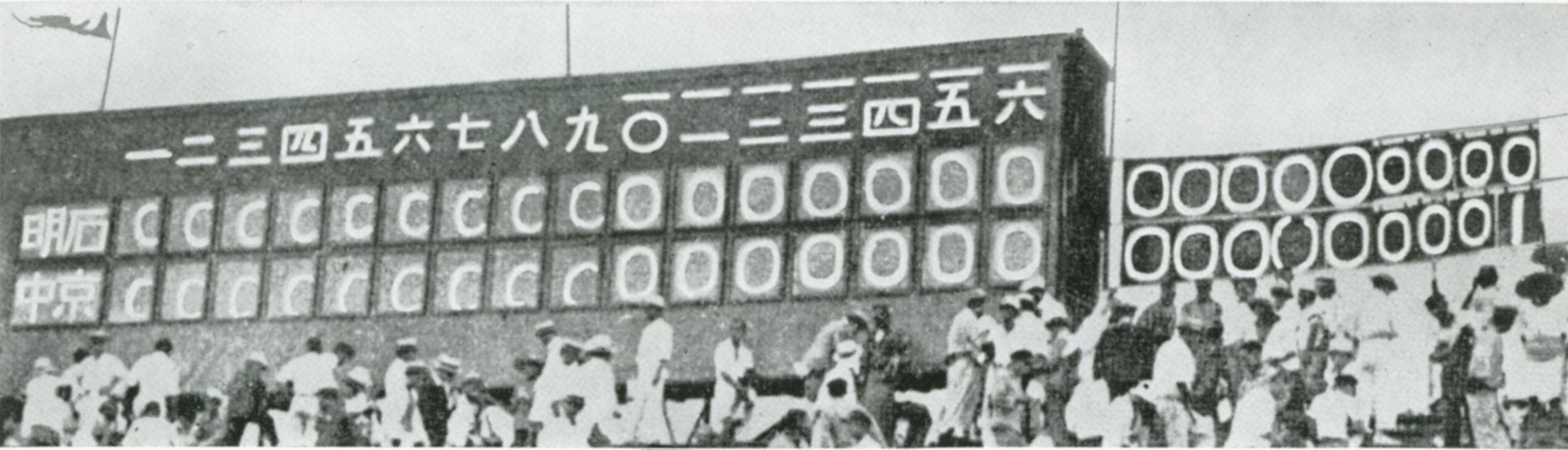
Le 19 août 1933, un match de championnat collégial à Osaka au Japon se termine 1-0 après 25 manches de jeu.

Dans la Ligue majeure de baseball, le plus grand nombre de manches jouées en un match est 26, lors d'un affrontement entre les Robins de Brooklyn et les Braves de Boston le 1er mai 1920 au Braves Field de Boston. Les stades de baseball n'ayant pas à cette époque un éclaraige suffisant pour jouer après la tombée de la nuit, le match débuté à 15 h 0 se termine sur une égalité de 1-1, pour un rare match nul.
Le match des ligues majeures ayant duré le plus grand nombre de manches et ayant fait un vainqueur est joué les 8 et 9 mai 1984 au Comiskey Park de Chicago. En raison d'une règle de la Ligue américaine stipulant qu'aucune nouvelle manche ne devait être entreprise après 1 h 5, les deux équipes complètent la partie le lendemain, et les White Sox de Chicago l'emportent 7-6 en 25 manches sur les Brewers de Milwaukee, dans un match dont la durée totale fut de 8 heures et six minutes. Le match de séries éliminatoires le plus long est joué à Washington le 4 octobre 2014, où les Giants de San Francisco remportent leur 2e match de Série de divisions, 2-1 sur les Nationals, en 18 manches et 6 heures 23 minutes de jeu.

## Vocabulaire
On parle parfois de « retraits 1-2-3 » ou de « manche 1-2-3 » lorsqu'une équipe joue une demi-manche dans laquelle elle retire « dans l'ordre » les trois frappeurs adverses, c'est-à-dire quand ces trois frappeurs sont retirés consécutivement sans qu'aucun n'atteigne les buts.
En anglais, lorsqu'un match se termine sans que le troisième retrait ait été effectué parce que l'équipe hôte a marqué le point de la victoire en fin de 9e ou en deuxième moitié d'une manche supplémentaire, on qualifiera le coup sûr ou le coup de circuit productif ayant mis fin à la partie de walk-off hit ou walk-off home run. Ces termes signifient littéralement que l'équipe « marche » hors du terrain puisque la partie est terminée. Très usitées en anglais, ces expressions n'ont pas réellement d'équivalents en français.

## Variations
La grande majorité des matchs des ligues professionnelles de baseball en Amérique du Nord, en Amérique centrale, en Europe et en Asie ont une durée de neuf manches en temps régulier.
Certaines règles peuvent différer en ce qui concerne les manches supplémentaires. En général, un match de baseball ne peut se terminer sur un match nul, bien que ce soit déjà arrivé en quelques rares occasions.
Aux États-Unis, les matchs de baseball dans les high schools durent plutôt sept manches et les parties des Little League Baseball durent six manches.